# 三井紀念美術館
三井紀念美術館 （日语：みついきねんびじゅつかん） 是位於日本東京都中央區日本橋室町的一座私立美術館，展示收藏舊財閥三井家的美術品。

## 历史
該美術館開業於1985年，最初以「三井文庫別館」名義開業於東京都中野區上高田。2005年10月8日，美術館搬遷至舊三井礦山的辦公地點東京都中央區日本橋室町三井本館（重要文化財建造物）7層，改名為「三井紀念美術館」。美術館由公益財團法人三井文庫運營。

## 外部連結
- 三井記念美術館（页面存档备份，存于）